# 南靖糖廠

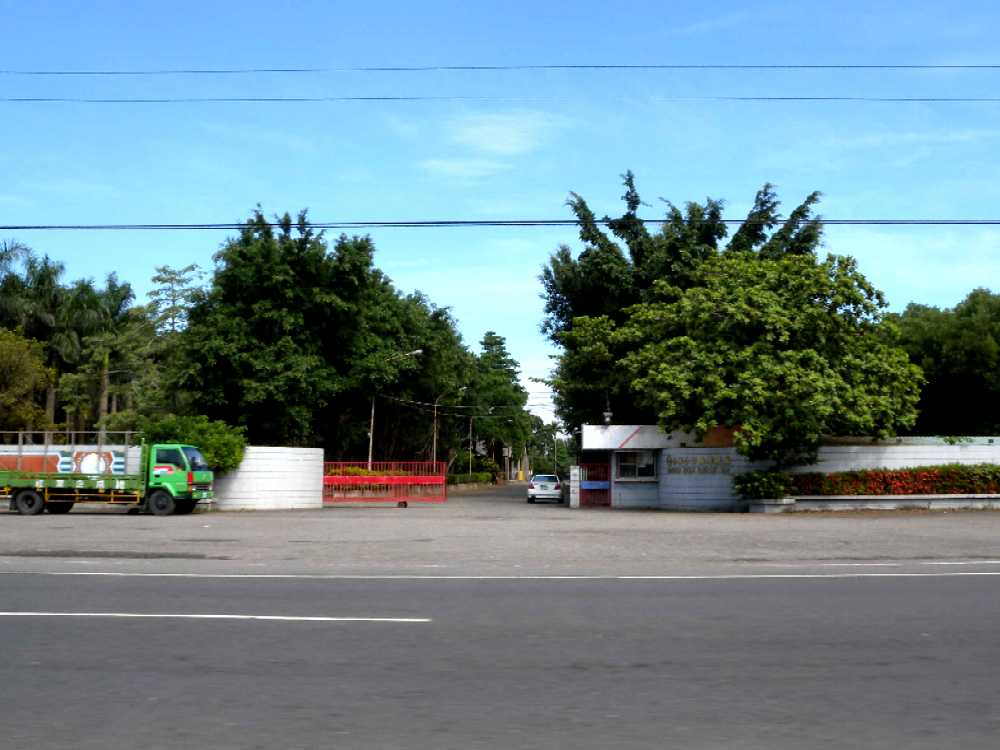
南靖糖廠

南靖糖廠，是位於台灣嘉義縣水上鄉的製糖廠，1908年成立時名為南靖製糖所，隸屬日本東洋製糖株式會社，同時是總社位址。1909年開始製糖。1927年併入明治製糖株式會社，日治結束後由台灣糖業公司接手更名為南靖糖廠，2008年停產，2009年關廠。2020年「南靖糖廠倉庫群」登錄為嘉義縣政府歷史建築。

## 沿革

### 清代時期
南靖糖廠1908年成立以前，其所在「南靖」地區除了種植陸稻以外，以花生、甘藷等雜糧和甘蔗等經濟作物為主。
在糖廠設立之後，方才逐漸轉以甘蔗種植為主。種蔗製糖主要係由農民、地主和商人自行推展。製糖程序繁複勞力密集，且蔗越快製成糖取得的糖愈多，故製糖的工作坊離蔗田不遠。清朝製糖的工作坊稱作糖廍，一般是設於距離農村聚落不遠的蔗田間，以臨時搭建者為多，製糖結束就拆除。由於糖廍建築材料為草楫屋頂，故又稱「草仔廍」。:25-26

### 日治時期
依「臺灣糖業史」，臺灣總督府於1902年頒布「臺灣糖業獎勵規則」，並設立糖務局，開始臺灣糖業改革，邁入機械化產糖時代，並設立鐵路確保交通運輸，1930年代，臺灣的糖成為世界第三出產地。
南靖製糖所於1908年設立，1909年正式營運，隸屬於東洋製糖株式會社。選擇南靖作為廠區選址，是為製糖原物料甘蔗的產區外，附近有綜貫鐵路通過，又有水源流經及土地取得較其他地區容易。至此南靖地區糖廠開始加入新式治糖產業，日榨量可達1000噸，鐵路軌跡由工廠延伸至村落地區，同時形成新興聚落。後經多次的收買與合併，至1927年後改屬明治製糖株式會社:36-73。

### 戰後
1945年二次大戰後，國民政府接收日本在臺各糖業相關機構，1946年成立台灣糖業公司。南靖糖廠由行政長官公署臺灣糖業監理委員會監理，併入臺灣糖業公司第三區分公司南靖糖廠製糖工廠，簡稱「南靖糖廠」。 
1947年3月二二八事件期間，發生「南靖糖廠事件」，起因於嘉義市處理委員會要求糖廠將外省員工送到市區集中，廠方派本省籍職員隨車護送，途經崎仔頂時，不幸遭軍隊攔截殺害。
南靖糖廠在台灣糖業公司的經營下，歷經短期戰後重建期，1951年至1981年間的糖業製造生產穩定成長，最盛時期植蔗面積約5,000餘公頃，糖產量最高可達48,821公噸:111。
1980年代以後，隨著台灣經濟結構由農業轉型工業社會，加上國際糖價低迷，導致糖業生產進入衰退期。台糖總公司因而進行組織重整，成立砂糖事業部，僅留下虎尾、善化、南靖三個製糖廠。2008年3月，南靖糖廠正式停止製糖生產:111。自停止製糖生產後，南靖糖廠的原料甘蔗撥運善化糖廠壓榨，南靖原料課於2008年6月1日改隸善化糖廠。現在的南靖糖廠廠區，由台灣糖業公司嘉義區處與善化糖廠共用。現在南靖糖廠的轄區，分布南靖糖廠、北港糖廠、大林糖廠三個廠區。 
2007年配合行政院指示研議發展生質燃料的國家能源政策，台糖提案「南靖糖廠增設生質酒精工場投資計畫」，規劃增設酒精工場並更新糖廠設備，以甘蔗製造生質酒精汽油，朝向酒精生質工廠轉型，並在2011年通過環評。惟因未能取得經濟部核發之開發許可，2014年台糖宣佈終止開發。

## 地理位置
位於嘉義縣水上鄉西南側，嘉義縣水上鄉靖和段23地號，地址為嘉義縣水上鄉靖和村1號。近南靖火車站、台一線，早期可透過糖廠鐵路前往其他糖廠或台鐵系統，連接長短樹、義竹、鹿草、港墘、北港糖廠、阿里山鐵路、山仔頂、同仁等地。:17-18
當地規劃有南靖糖廠休閒廣場，保留糖廠歷史建築之外也提供遊憩功能。

## 廠內與周邊設施
南靖地區從清代時期的小型農村聚落，至日治時期因農業、水源等因素，而設立大型製糖廠區，當地居民經濟活動也依隨著糖廠發展，食、衣、住、行、育樂等各項設施應運而生:II。
日本人在臺灣設立大型新制糖廠後，除臺灣本地員工，亦自日本引進相關技術人員，大批人員的進駐，糖廠周邊進而設置了許多相關設施，逐漸形成糖廠生活圈。南靖糖廠廠內與周邊設施可細分為辦公區、廠區、宿舍區、民生設施、文教設施、娛樂設施、醫務所、公共浴場、郵便局、警察局和交通設施等11種:25。

### 宿舍區
糖廠的正式員工、臨時性聘用員工等總數多達數百人，為了員工就近工作和照顧家人方便，糖廠建置了許多宿舍，宿舍又可細分為廠區內員工的員工宿舍和提供予至廠區出差之其他糖廠員工使用之公差宿舍(又稱招待所)，員工宿舍依工作職等劃分區域大小，職等越高的員工所分配到的住宿空間就越大，廠長和副廠長則可分配到獨棟的住宿；而公差宿舍除提供出差員工臨時性住宿外，建築內亦有交誼廳、餐廳等基本休閒設備，更配置員工擔任接待人員:27-30。

### 醫務所
糖廠初設立時，臺灣的醫療服務尚未普及，糖廠周邊設置醫務所並配置醫師和護士，提供了員工和附近居民就醫的方便，也可說是很重要的一項員工福利。糖廠醫務所的發展形成廠區周邊村落的重要醫療資源中心，醫務所一直服務到1995年臺灣開始實施全民健康保險後，才逐漸歇業:35-36。

### 公共浴場(澡堂)
在日本統治臺灣時期，日本政府有計畫性的在臺灣推廣公共浴場(澡堂)。除了民間經營的澡堂外，許多公家機關也會設置澡堂作為員工福利的一環。南靖糖廠也設有澡堂，製糖過程中冷卻鍋爐所產生的熱水，便是澡堂的主要熱水來源。如非製糖期間，則會由專人負責燒熱水，員工及其眷屬，乃至附近居民都可以使用糖廠的澡堂:41-42。

### 南靖火車站
南靖火車站是臺灣西半部縱貫鐵路路線上，嘉義地區最南端的一站，1911年時因應南靖糖廠的設立而建置，為了運輸所出產的糖和提升交通便利性:37-38。

## 文化資產
嘉義縣政府2020年8月17日公告登錄「南靖糖廠倉庫群」為歷史建築，建築主要由磚造和木造而成，作為堆放蔗糖和肥料的場所。自倉庫延伸出的糖廠鐵道，保留了製糖產業與對外運輸的景況，其木造大跨距的屋架具備製糖產業的建築特色。

## 公共運輸
- 南靖車站
- 大台南公車（均由新營客運營運，站牌為「南靖火車站」）
  - 33 高鐵嘉義站－關子嶺
  - 黃9 新營－高鐵嘉義站
- 國光客運
  - 1836 新營－嘉義－台北

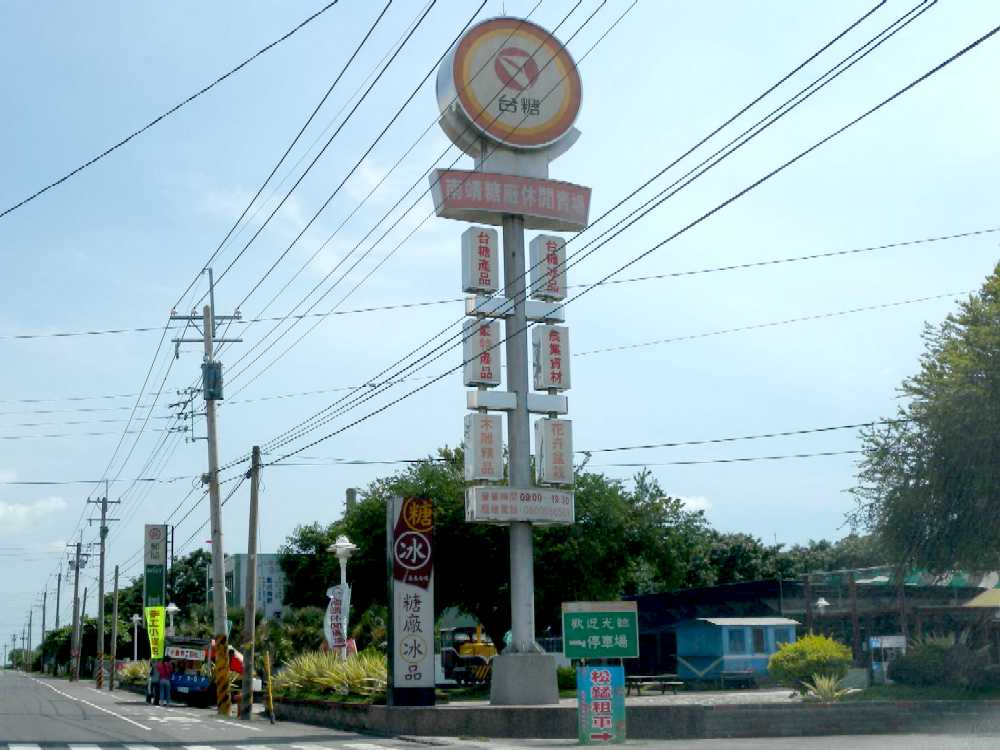
南靖糖廠休閒廣場
南靖糖廠休閒廣場
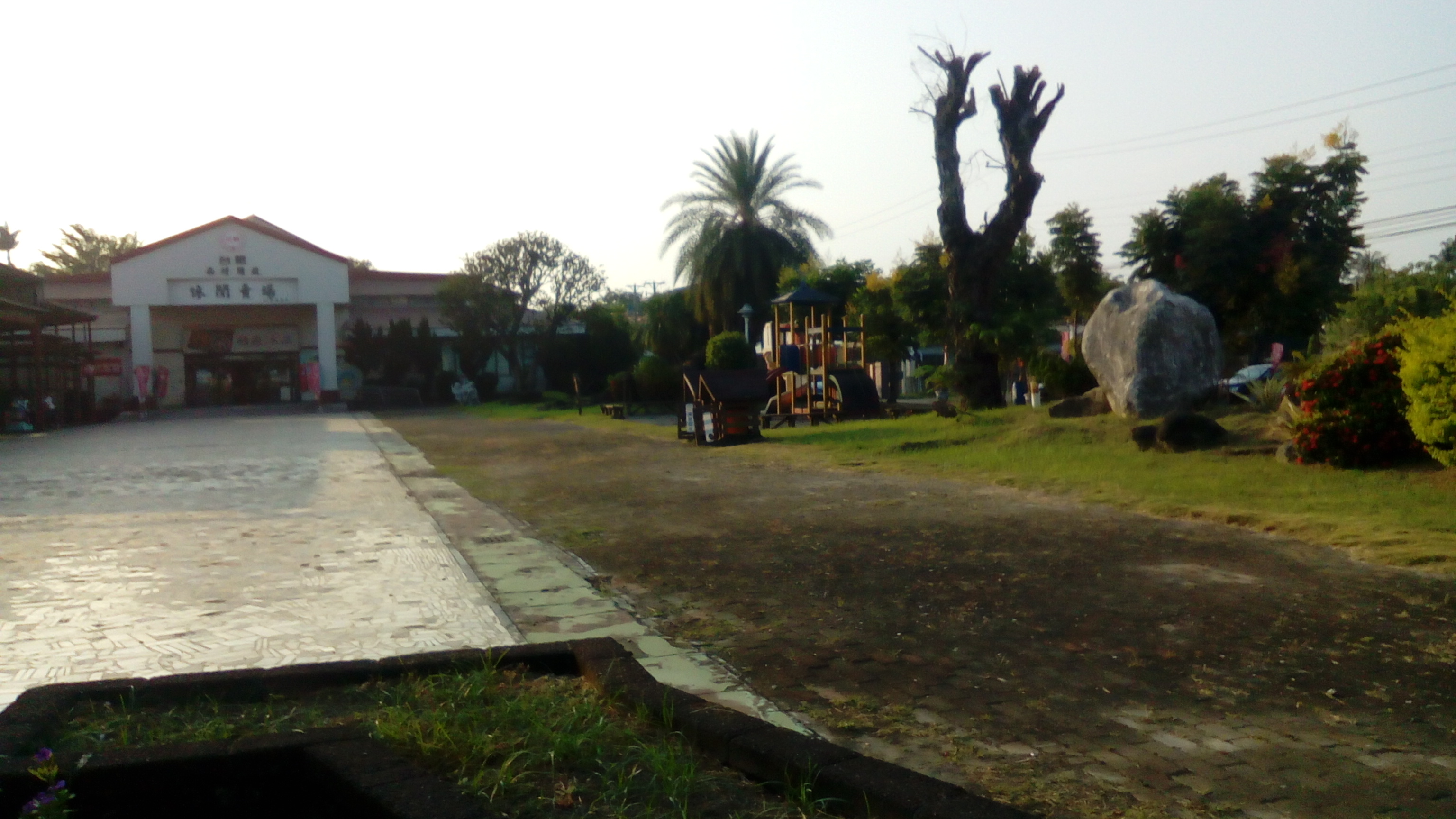
南靖糖廠休閒廣場

## 外部連結
- 南靖糖廠 - 台灣製糖工廠百年文史地圖（页面存档备份，存于）
- 台糖全球中文入口網（页面存档备份，存于）